# Sibley Railroad Bridge
Die Sibley Railroad Bridge ist eine eingleisige Eisenbahnbrücke der US-amerikanischen Class-1-Bahngesellschaft BNSF Railway über den Unterlauf des Missouri River. Sie liegt etwa 35 Kilometer östlich von Kansas City in der Nähe der namensgebenden Stadt Sibley, wo der Missouri River die Grenze zwischen dem Jackson County und dem Ray County im Bundesstaat Missouri der USA bildet.
Die erste Brücke wurde hier 1888 als Teil der Erweiterung des Eisenbahnnetzes der Atchison, Topeka and Santa Fe Railway (AT&SF) von Kansas City nach Chicago in Betrieb genommen. Der damals noch unregulierte wilde Missouri war besonders an seinem Unterlauf ein stark mäandrierendes Fließgewässer, was über Jahrzehnte umfangreiche wasserbauliche Maßnahmen zur Vermeidung von Flusslaufänderungen am Brückenstandort nötig machte. Mit der Entwicklung immer leistungsstärkerer Dampflokomotiven Anfang des 20. Jahrhunderts kam die schmiedeeiserne Fachwerkbrücke an ihre Belastungsgrenze, was den Austausch des Überbaus durch eine Stahlkonstruktion für höhere Traglasten erforderte. Von 1911 bis 1915 wurden die Fachwerkträger der Hauptbrücke sowie die Trestle-Brücke der nördlichen Zufahrt bei laufendem Betrieb schrittweise entlang des 1,2 Kilometer langen Bauwerks ersetzt. Die AT&SF ging 1995 in der BNSF auf, die die seit 1915 unveränderte Brücke als Teil ihrer transkontinentalen Hauptstrecke zwischen Südkalifornien und Chicago für den Schienengüterverkehr betreibt. Dieser auf die AT&SF zurückgehende Eisenbahnkorridor wird heute als Southern Transcon bezeichnet und ist die wichtigste Route für den intermodalen Güterverkehr der BNSF. Zudem verkehrt der Amtrak-Fernzug Southwest Chief über die Brücke. Das  durchschnittliche Verkehrsaufkommen über die Brücke lag 2017 bei täglich 70–75 Zügen.

## Geschichte

### Expansion der AT&SF bis Mitte der 1880er-Jahre
| Chicago |

| Fort Madison |

| Kansas City |

| Dodge City |

| Raton Pass |

| Albuquerque |

| Flagstaff |

| Los Angeles |

| San Diego |

| Amarillo |

| Wellington |

Die Atchison, Topeka and Santa Fe Railway (AT&SF) hatte ihre Anfänge im Zentrum der USA, wo 1859 eine Verbindung der namensgebenden Städte Atchison und Topeka im Bundesstaat Kansas in Angriff genommen wurde. Mit der Erweiterung des Streckennetzes nach Südwesten durch Colorado und New Mexico, wurde in den 1860er-Jahren der angestrebte Zielort Santa Fe mit in den Unternehmensnamen aufgenommen. Die Gesellschaft erreichte 1880 Albuquerque und expandierte bis Mitte der 1880er-Jahre weiter westwärts nach Kalifornien und südwärts bis zum Golf von Mexiko. Für die Erweiterung in die nördlichen und östlichen Bundesstaaten des Mittleren Westens stellte der Missouri River eine natürliche Barriere dar, hielt aber andererseits auch Eisenbahngesellschaften von der Expansion nach Kansas ab. Erst ab 1869 entstanden die ersten Eisenbahnbrücken über den Fluss, wie die Hannibal Bridge in Kansas City (1869), die Wabash Bridge in Saint Charles (1871) oder die Omaha Bridge in Omaha (1872), die aber unter der Kontrolle anderer Eisenbahngesellschaften standen. Kansas City war der Hauptumschlagpunkt der AT&SF mit den nordöstlichen Eisenbahnnetzen, aber mit der Expansion anderer Gesellschaften nach Kansas Anfang der 1880er-Jahre setzte der damalige Präsident der AT&SF William Barstow Strong (1881–1889) auf den Ausbau des eigenen Streckennetzes von Kansas nach Chicago. Strong wollte mit seinem Chefingenieur Albert A. Robinson die direkteste und schnellste Verbindung nach Chicago schaffen. Strong erwarb dazu 1886 in Illinois die Chicago and St. Louis Railway zwischen Chicago und Pekin und ließ von Robinson den Verlauf der neu gegründeten Tochtergesellschaft Chicago, Santa Fe and California Railway planen, die über 500 Kilometer von Kansas City nach Streator nahezu entlang der Luftlinie verlaufen sollte (daher auch als Airline bezeichnet).

### Erste Eisenbahnbrücke in Sibley 1888

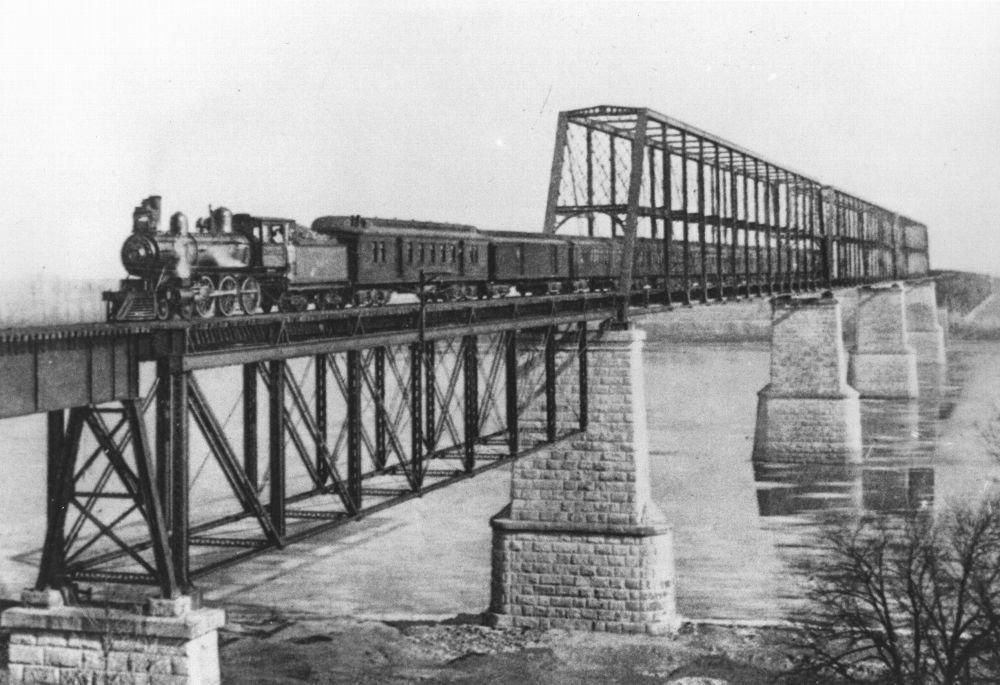
Die Brücke mit dem Überbau von 1888

Robinson engagierte für die größten Brücken entlang der Strecke den Bauingenieur und späteren Luftfahrt-Pionier Octave Chanute, der 1869 schon die Hannibal Bridge errichtet hatte. Zusammen planten sie Querungen über den Missouri, den Grand, den Des Moines, den Mississippi und den Illinois. Nach den Vorgaben des War Departments durfte der Schiffsverkehr auf dem Missouri und Mississippi nicht behindert werden, was Chanute bei der Mississippibrücke in Fort Madison durch eine Drehbrücke und bei der Sibley Railroad Bridge durch eine hohe Konstruktion mit ausreichend lichter Höhe über dem Fluss gewährleistete. Zur Führung des Gleisverlaufs in fast 28 Meter Höhe über Niedrigwasser waren für die Missouribrücke ausgedehnte Zufahrten nötig, wodurch sich die hauptsächlich aus Schmiedeeisen bestehende Brücke über eine Länge von 1,2 Kilometern erstreckte, ergänzt um einen Bahndamm über die nordöstliche Schwemmebene des Missouri River Valley.
Zur Realisierung einer möglichst direkten Streckenführung war die Querung des stark mäandrierenden Missouri zwischen den Flussschlingen Jackass Bend (Prallhang am Nordufer) und Sibley Bend (Prallhang am Südufer) nördlich von Sibley vorgesehen (siehe unter Flusslauf des Missouri). Im Januar 1887 durchgeführte Bodenuntersuchungen entlang des Missouri River Valley zeigten jedoch, dass das Grundgestein meist erst in einer Tiefe von fast 20 Meter erreichbar war. Unterhalb der Flussschlinge Sibley Bend kam es aber zu einem Ansteigen des Grundgesteins auf eine Tiefe von weniger als 10 Meter. Das Vorkommen von größeren Gesteinsbrocken oberhalb der Erhebung ließ auf das Vorhandensein einer Endmoräne schließen, die den Endpunkt eines eiszeitlichen Gletschervorstoßes markiert, der hier maßgeblich das Profil des Grundgesteins der nördlichen Seite des Flusstals prägte. Man entschied sich daher für einen leichten Umweg in der Streckenführung nach Sibley und errichtete eine Fachwerkbrücke am unteren Ende der Sibley Bend, die durch wasserbauliche Maßnahmen heute nur noch schwach ausgeprägt ist. Die flussauf liegende Flussschlinge Jackass Bend ist nur noch ein Altarm, markiert aber nach wie vor den Grenzverlauf zwischen dem Jackson County und dem Ray County. Die Brücke gliederte sich von Südwest nach Nordost in einen kurzen Balkenträger, sieben Fachwerkträger von insgesamt 610 Meter Länge, gefolgt von einer 580 Meter langen Eisen-Trestle-Brücke. Dann folgte noch eine 1,1 Kilometer lange Holz-Trestle-Brücke, die am Anfang eine Rechtskurve beschrieb und dann in gerader Linie nach Osten verlief; sie wurde wenig später zu einem Bahndamm verfüllt. Die Steigung entlang der Zufahrt über die nordöstliche Schwemmebene betrug 8 ‰ und am Südufer des Missouri war die Gleisebene der Brücke auf Bodenniveau. Die Fachwerkbrücke ruhte auf acht bis zu 35 Meter hohen aus Sandstein gemauerten Brückenpfeilern, die größtenteils mittels Senkkästen direkt auf dem Grundgestein errichtet wurden. Die Bauarbeiten begannen im April 1887 und waren nach nur 293 Tagen im Januar des Folgejahres abgeschlossen.

### Ausbau der Southern Transcon und neuer Brückenüberbau 1915

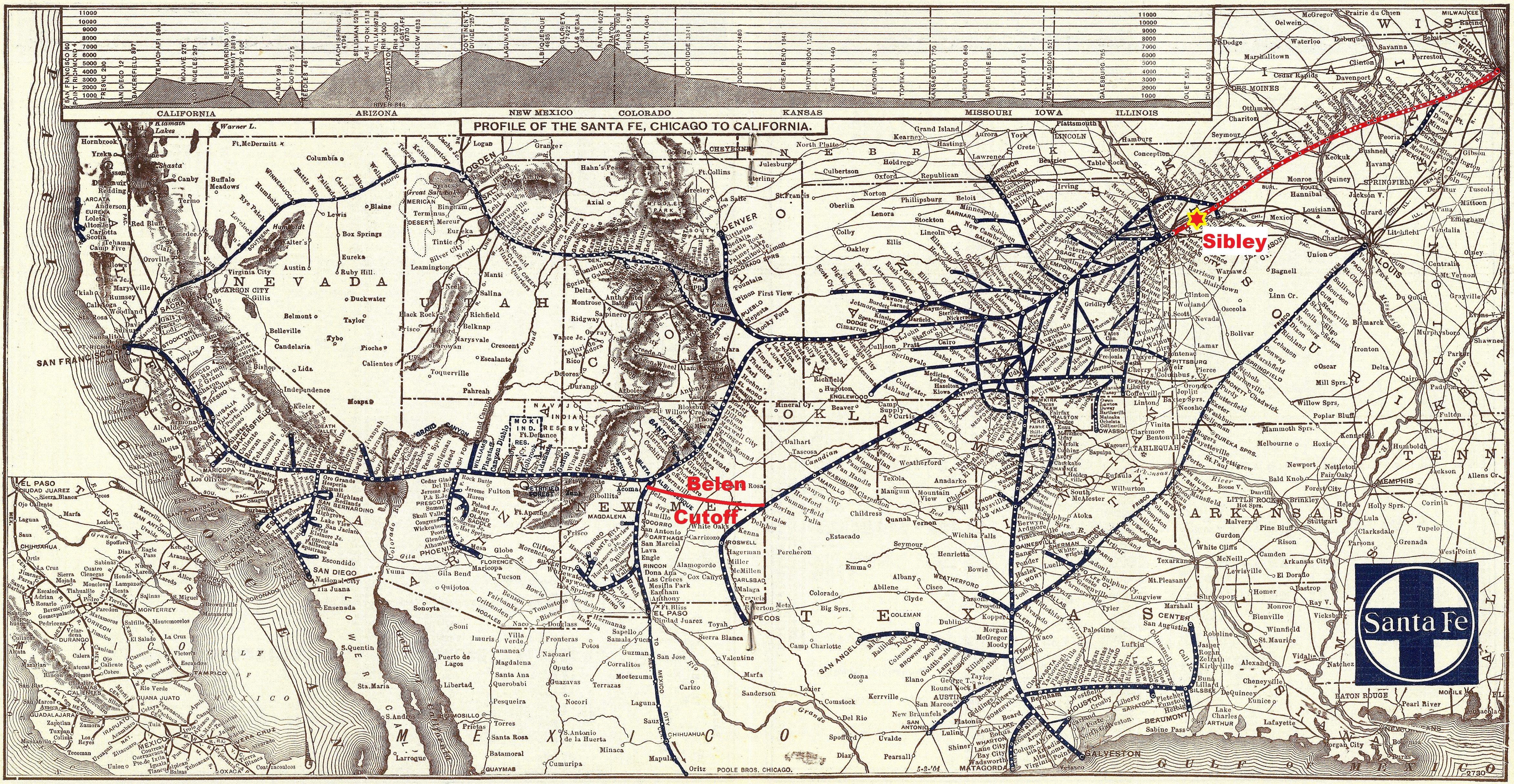
Streckennetz der AT&SF von 1904. Rot hervorgehoben ist die 1888 eröffnete Strecke von Kansas City nach Chicago und der bis 1907 gebaute Belen Cutoff (im Original auf der Karte noch nicht vorhanden)

Anfang des 20. Jahrhunderts wurden die Dampflokomotiven immer leistungsstärker und schwerer. Zudem nahm der Verkehr auf der wichtigen Hauptstrecke zwischen Chicago und Südkalifornien stetig zu. Während der Präsidentschaft von Edward Payson Ripley (1896–1920) modernisierte die AT&SF die Hauptstrecke und baute sie teilweise zweigleisig aus. Mit dem Belen Cutoff entstand 1903–1907 zudem eine Verbindung von der über Amarillo in Texas verlaufenden Pecos-Zweigstrecke an die Hauptstrecke über den Raton Pass, die südlich von Albuquerque in Belen angeschlossen wurde. Damit konnten die bis zu 3,5 % großen Steigungen über den Raton Pass umfahren werden. Der Güterverkehr nach Südkalifornien verläuft bis heute entlang dieser Verbindung über den Abo Canyon mit maximalen Steigungen von 1,3 %, hauptsächlich die Personenzüge der AT&SF – wie der seit 1936 verkehrende Super Chief – nutzten später noch die alte Strecke über den Raton Pass. Der so entstandene Eisenbahnkorridor wird heute als Southern Transcon bezeichnet und zählt zu den wichtigsten transkontinentalen Eisenbahnverbindungen der USA. Im Rahmen der Modernisierung mussten auch viele Brücken durch Konstruktionen für höhere Traglasten ersetzt werden. In Sibley prüfte man den Neubau einer zweigleisigen Brücke in gerader Verlängerung des nordöstlichen Bahndamms, um die vorhandenen Kurven zur alten Brücke zu umgehen. Die Modernisierung der vorhandenen Konstruktion bei Wiederverwendung der alten Brückenpfeiler war aber kostengünstiger. Die Brückenpfeiler ließen zwar keinen neuen Überbau für zwei Gleise zu, aber der zweigleisige Streckenausbau bis zur Flussquerung und die Verwendung einer Gleisverschlingung auf der Brücke wurde als vorerst ausreichend eingestuft; wenn nötig konnte später immer noch auf einen Neubau zurückgegriffen werden.

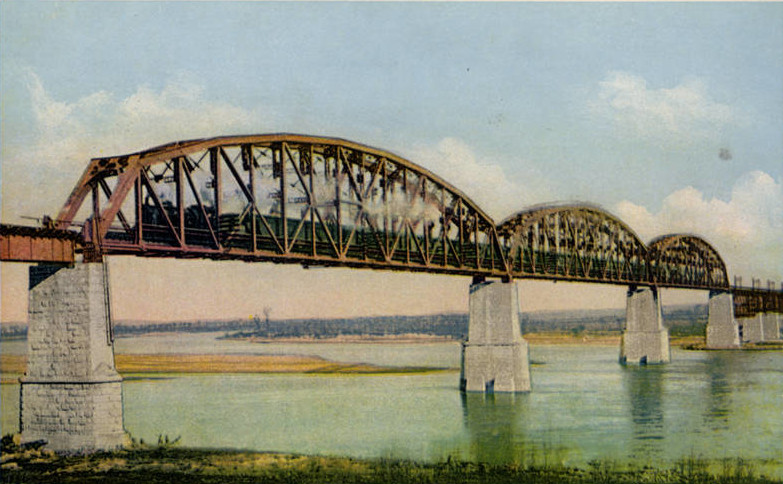
Die Brücke mit dem neuen Überbau, dargestellt auf einer Postkarte um 1915

Zusätzlich zum Austausch des Überbaus sollte die ursprüngliche Steigung der nordöstlichen Zufahrt auf 5 ‰ reduziert und der Bahndamm für zwei Gleise ausgebaut werden. Dies erforderte eine Erhöhung, Verlängerung und Verbreiterung des Bahndamms und eine Erhöhung der Trestle-Brücke. Da alle Arbeiten bei laufendem Verkehr erfolgen mussten, wobei etwa 16 Züge in den Tagstunden die Brücke überquerten, erstreckten sich die Bauarbeiten über mehrere Jahre von September 1911 bis Juli 1915. Zuerst besserte man witterungsbedingte Schäden im oberen Bereich der Brückenpfeiler aus und modifizierte einige von ihnen wie auch die beiden Widerlager für den neuen Überbau. Danach wurden mit Hilfe von Portalkränen nacheinander die ursprünglichen drei großen parallelgurtigen Whipple-Fachwerkträger (engl. whipple truss, nach dem Erfinder Squire Whipple, 1804–1888) der Hauptöffnung über dem Missouri durch moderne Halbparabelträger ersetzt sowie die angrenzenden kleineren Fachwerkträger ausgetauscht. Dann musste der Bahndamm stufenweise erhöht werden, bevor schließlich mit dem Austausch der Trestle-Brücke begonnen werden konnte.
Eine bemerkenswerte Neuerung an der Fachwerkbrücke war die Verwendung eines Gleisbettes aus Schotter auf einem Holzunterbau, wodurch langfristig die Wartungskosten des Gleises deutlich reduziert werden konnten. Die Planung und Ausführung erfolgte unter der Leitung der Ingenieure der AT&SF Charles F. W. Felt (Chefingenieur) und Albert F. Robinson (Brückeningenieur); Robinson entwarf später auch die neue Mississippibrücke der AT&SF in Fort Madison (1927). Die American Bridge Company fertigte den neuen Stahl-Überbau, der von der Missouri Valley Bridge and Iron Co. errichtet wurde. Arbeitskräfte der AT&SF führten die Arbeiten am Bahndamm und an der neuen Stahl-Trestle-Brücke aus.

### Übernahme durch die BNSF Railway 1995
Mit dem Ausbau des Straßennetzes in den USA verlagerte sich der Personen- und Güterverkehr von der Eisenbahn zunehmend auf die Straße, was ab den 1960er Jahren die großen Bahnnetze in Nordamerika immer unrentabler machte und in der Folgezeit zu mehreren Insolvenzen und Fusionen der Eisenbahngesellschaften führte. Um sich breiter über weitere Wirtschaftsbereiche aufzustellen, wurde 1967 die Holdinggesellschaft Santa Fe Industries gegründet. Nach einer gescheiterten Fusion mit der Southern Pacific Company zur Santa Fe Pacific Corporation wurde die AT&SF 1995 mit der Burlington Northern Railroad zur heutigen BNSF Railway (Burlington Northern and Santa Fe Railway) vereinigt. Schon Anfang der 1990er-Jahre begann die AT&SF mit dem umfassenden zweigleisigen Ausbau der über 800 Kilometer langen Strecke zwischen Südkalifornien und dem Michigansee, der von der BNSF fortgeführt wurde. Die Sibley Railroad Bridge ist heute einer von zwei verbliebenen eingleisigen Abschnitten und wird von täglich 70–75 Zügen befahren (2017); die Gleisverschlingung auf dem Bauwerk ist nicht mehr vorhanden. Die BNSF betreibt nur noch Schienengüterverkehr, der Personenverkehr in den USA wurde bis Anfang der 1980er Jahre vollständig von der 1971 gegründeten National Railroad Passenger Corporation übernommen, bekannt unter dem Markennamen Amtrak. Der über die Brücke verkehrende Fernzug Super Chief der AT&SF wurde ab 1974 von Amtrak als Southwest Limited und ab 1984 schließlich unter dem Namen Southwest Chief weiterbetrieben. Er nutzt gleich dem Güterverkehr die Southern Transcon der BNSF, verläuft aber zwischen Kansas City und Albuquerque entlang der alten Hauptstrecke der AT&SF über den Raton Pass.
Anfang 2023 kündigte die BNSF an, den eingleisigen Abschnitt über die Sibley Railroad Bridge durch den Bau einer zweiten Brücke zweigleisig auszubauen. Die neue Brücke soll in unmittelbarer Nachbarschaft flussabwärts der vorhandenen Brücke entstehen. Die Bauarbeiten starteten im Juli 2023 und sollen mehrere Jahre andauern.

## Beschreibung

### Gesamtüberblick
Die Sibley Railroad Bridge liegt senkrecht zur Fließrichtung des Missouri und erstreckt sich zwischen den Widerlagern von Südwest nach Nordost über 1244 m. Das Bauwerk gliedert sich vom Sibley-Ufer beginnend in eine Balkenbrücke von 85,6 m Länge, gefolgt von einer das Flussbett überspannenden Fachwerkbrücke aus sechs Einfeldträgern von insgesamt 548,5 m Länge und einer abschließenden 609,9 m langen Trestle-Brücke über das Schwemmland des Missouri River Valley. Die 8700 t schwere Stahlkonstruktion von 1915 ruht auf den beiden Widerlagern und neun Brückenpfeilern aus Sandstein und Beton sowie 15 Gerüstpfeilern aus Stahl. Am Sibley-Ufer ist die Gleisebene auf Bodenniveau, auf der Fachwerkbrücke liegt sie waagerecht in 28 m Höhe über Niedrigwasser und verläuft dann mit einem Gefälle von 5 ‰ über die Trestle-Brücke. Der sich anschließende bis zu 17 m hohe Bahndamm mit dem gleichen Gefälle macht dann eine Rechtskurve, bevor er in gerader Linie etwa drei Kilometer nach Osten über das Schwemmland bis zum Fishing River verläuft.

### Fachwerkbrücke
Seit der Modernisierung der Brücke in den 1910er-Jahren beginnt das Bauwerk auf der Südseite mit einer dreifeldrigen Balkenbrücke aus Trägern von 24,5 m und zweimal 30,3 m Länge, da der ursprünglich nach dem ersten kurzen Balkenträger folgende 61,0 m lange Fachwerkträger ebenfalls durch zwei neue Vollwandträger ersetzt wurde. Dazu mussten damals der erste Brückenpfeiler erhöht und ein weiterer Betonpfeiler (1b) errichtet werden. Die Abfolge der sechs folgenden Fachwerkträger blieb bezogen auf die Spannweiten unverändert, da man die Brückenpfeiler 2–8 von 1885 weiterverwendete. Diese wurden bis auf die Pfeiler 2 und 8 mittels Senkkästen direkt auf dem Grundgestein errichtet, das in Tiefen von 9–12 m unter Niedrigwasser liegt. Die Strompfeiler ragen bis zu 26 m aus dem Wasser empor und besitzen 7–10 m hohe Fundamente, mit Grundflächen von bis zu 19 m × 8 m (Pfeiler 3 und 4). Der größte Pfeiler 5 erreicht dadurch eine Höhe von 35,2 m von der Fundamentunterkante. Der Überbau gliedert sich von Pfeiler 2 bis 5 in drei 120,7 m lange Halbparabelträger mit untenliegendem Gleis, die als spezielle Ständerfachwerke ausgeführt sind. Diese als Pennsylvania truss bezeichnete Bauform wurde von der Pennsylvania Railroad entwickelt und bis in die 1930er Jahre hauptsächlich für Eisenbahnbrücken verwendet. Durch zusätzliche Pfosten sowie zusätzliche Längs- und Querverstrebungen im unteren Bereich werden die Fachwerkfelder hier nochmals unterteilt und verstärkt. Die Bauform war bei höheren Traglasten im Design materialsparender als ältere Fachwerkskonstruktionen, was zur Minimierung des Eigengewichtes gerade bei großen Spannweiten von Bedeutung war. Zwischen Pfeiler 5 und 8 folgen dann drei parallelgurtige Fachwerkträger mit obenliegendem Gleis, mit Längen von 75,3 m und zweimal 52,6 m Länge. Der längere ist als einfaches Ständerfachwerk und die beiden kürzeren sind als Strebenfachwerke mit Pfosten ausgeführt. Die Breite der Fachwerkträger beträgt 6,4 m bei den drei langen und 4,9 m bei den drei kürzeren Trägern, wobei immer der Abstand zwischen den Mittelachsen der Fachwerke angegeben wird.

### Trestle-Brücke

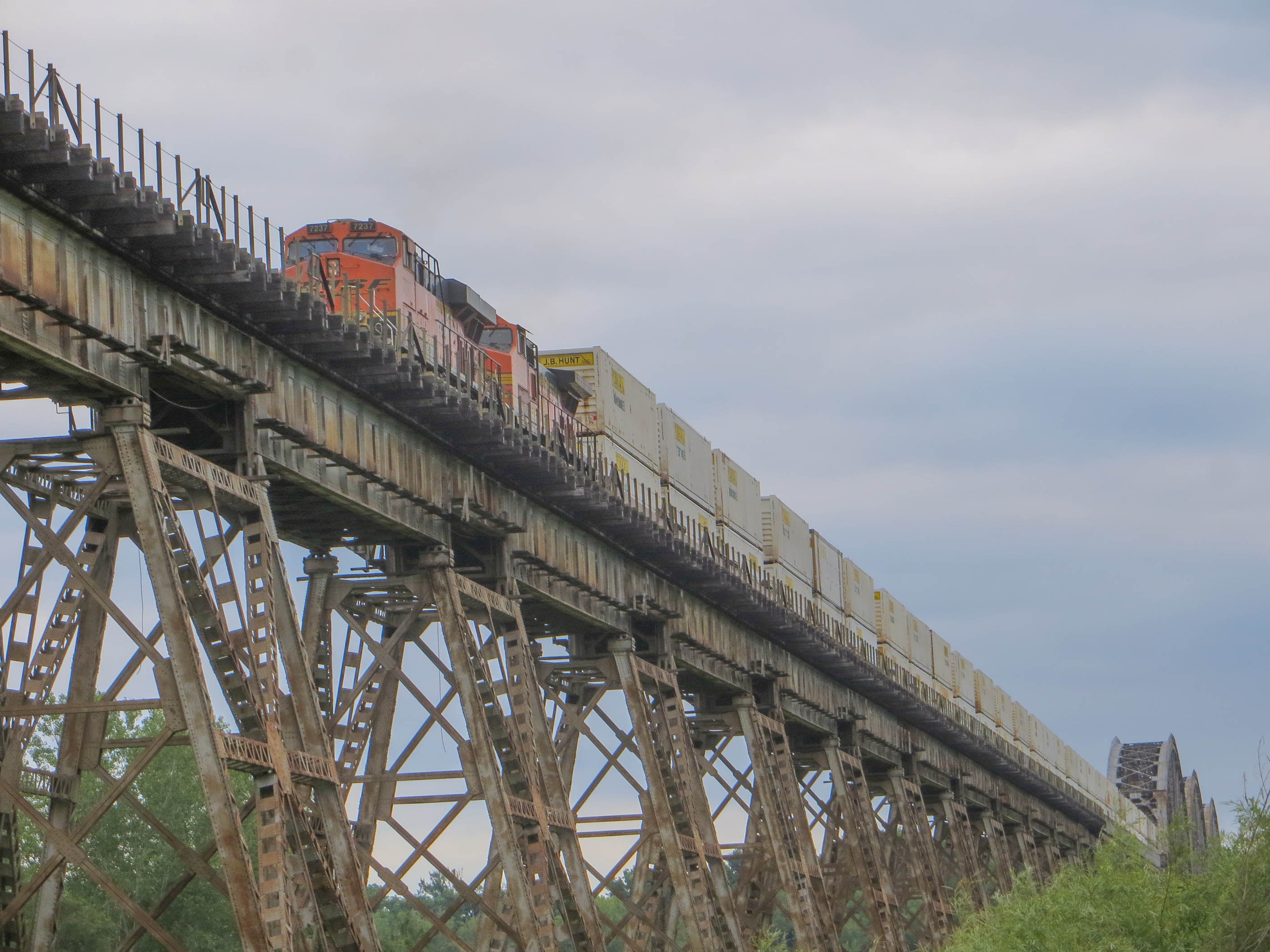
Trestle-Brücke der Nordseite, 2017

Auf die Fachwerkbrücke folgt über das nördliche Schwemmland eine 609,9 m lange Trestle-Brücke (Gerüstpfeilerviadukt) aus 30 Balkenträgern, die von 14 etwa 14 m breiten Gittermasten bzw. Gerüstpfeilern sowie zwei schmalen Stahlpfeilern am jeweiligen Ende (einer auf dem letzten Steinpfeiler Nr. 8 der Fachwerkbrücke und einer vor dem nördlichen Widerlager) getragen werden. Die gleichmäßige Abfolge von 27,4 m langen Trägern zwischen den Masten und 13,7 m langen Trägern über den Masten wird ergänzt durch einen Träger von 22,9 m Länge, der den Anschluss zur Fachwerkbrücke bildet, und zwei Trägern von 18,4 m Länge zum nördlichen Widerlager hin, zwischen denen der letzte schmale Stahlpfeiler steht. Die 14 Gittermasten und der letzte Stahlpfeiler ruhen auf jeweils vier bzw. zwei Betonsockeln, wobei quer zur Längsachse der Brücke jeweils zwei der Sockel durch eine schmale Betonwand zu einem Fundament verbunden sind. Diese sind mittels Pfahlgründung im Boden verankert und variieren in der Höhe so, dass bei Verwendung von baugleichen Gittermasten die leichten Höhenunterschiede über das Schwemmland ausgeglichen sowie das Gefälle der Gleisebene realisiert werden konnte. Die Balkenträger bestehen aus zwei parallelen Vollwandträgern in einem Abstand von etwa 3 m, wobei die Träger größer 20 m Länge höher sind als die kürzeren Träger, die wiederum auf den höheren Trägern aufgelagert sind. Dieser Umstand bedingte eine leichte Kippung des letzten Gittermastes, da die hier zum Widerlager folgenden Träger die gleiche Höhe des Trägers auf dem Mast haben.

## Flusslaufänderungen des Missouri am Brückenstandort

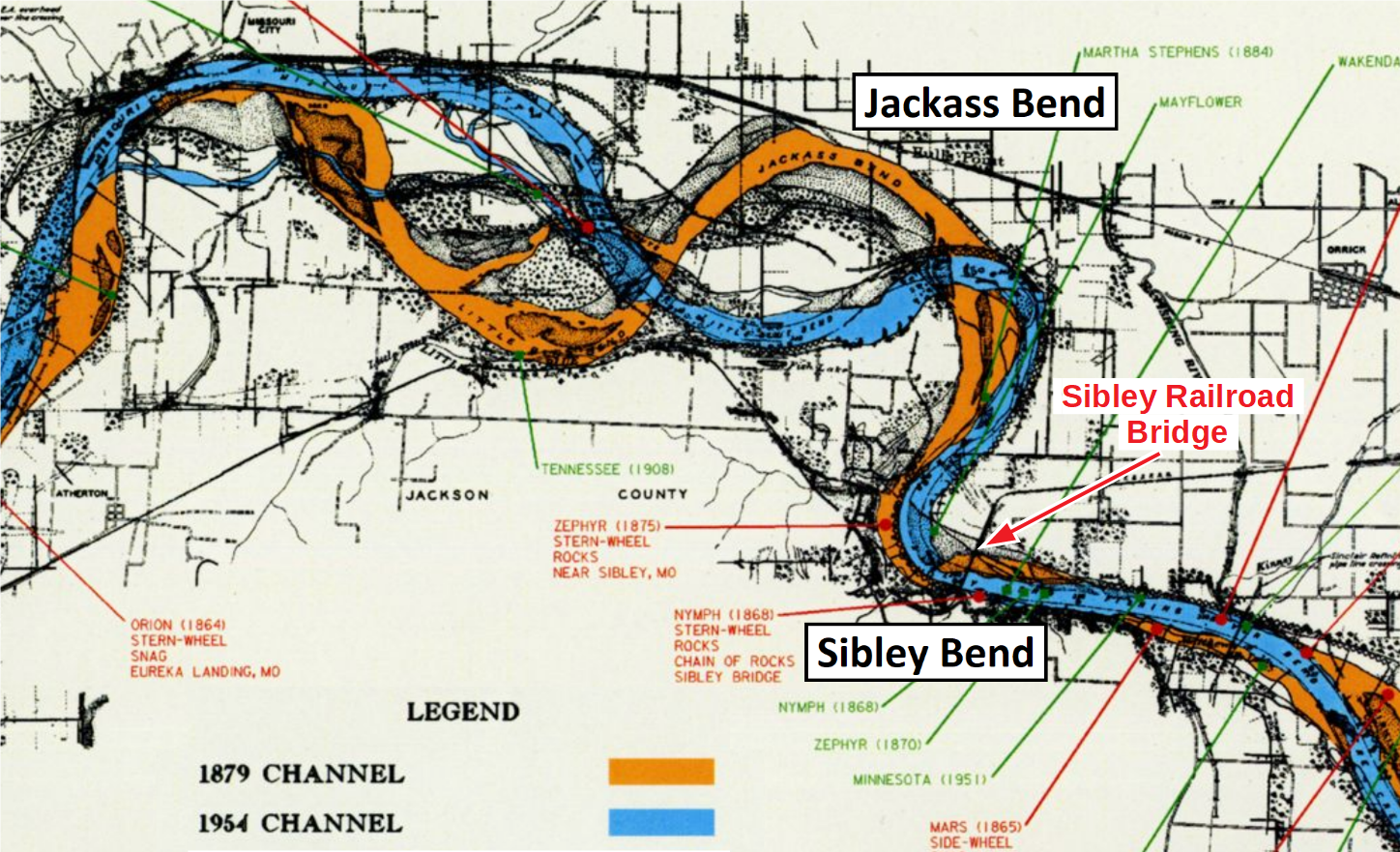
Verlagerung des Flussbettes des Missouri in der Umgebung des Brückenstandortes zwischen 1879 (orange) und 1954 (blau)

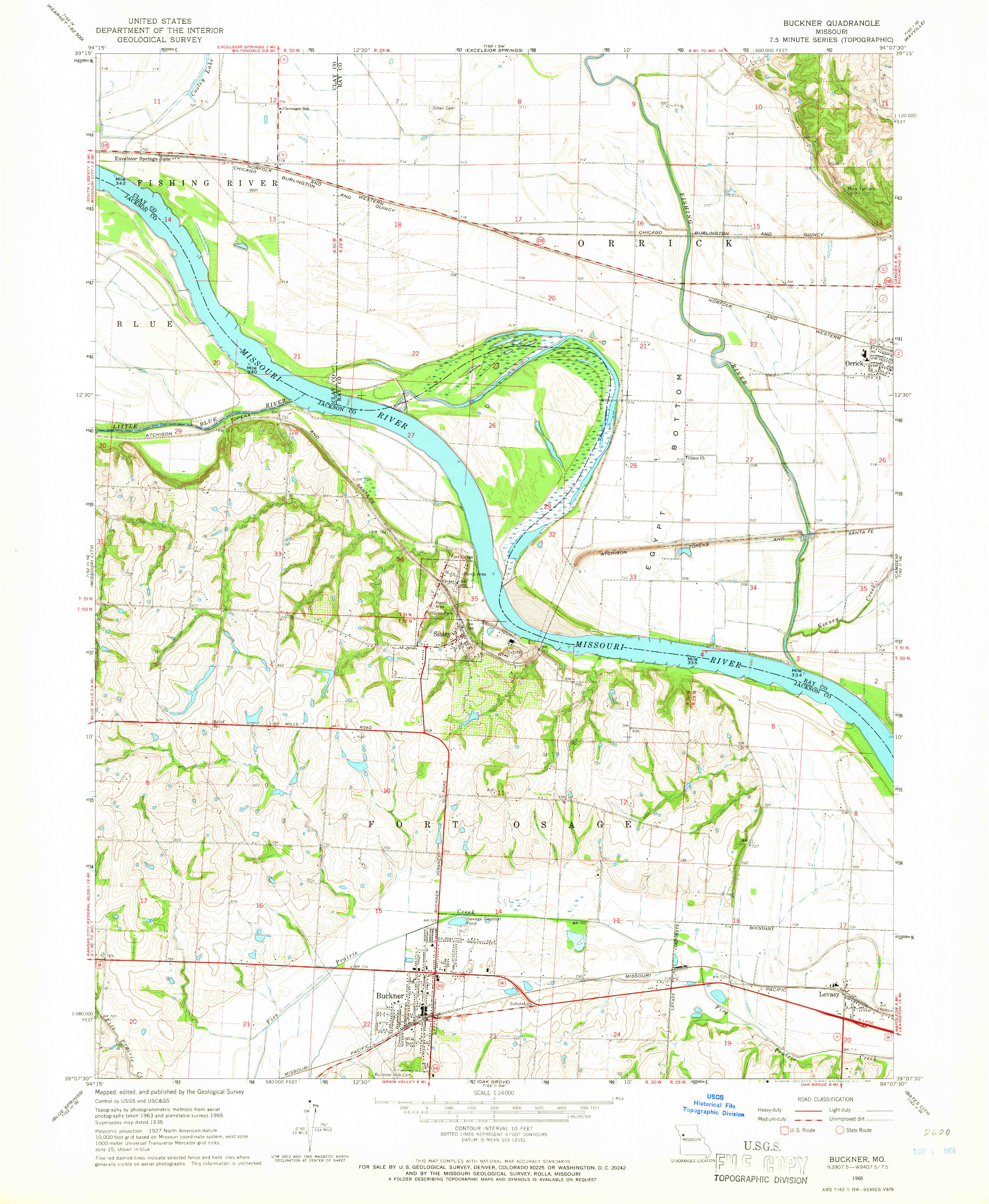
Flusslauf des Missouri auf einer USGS-Karte von 1965, der Mäanderdurchbruch der Jackass Bend erfolgte 1957 durch das United States Army Corps of Engineers und der Flusslauf ist seither unverändert.

Bis zum Ende des 19. Jahrhunderts war der Missouri ein wilder unregulierter Fluss und transportierte jährlich über 300 Mio. Tonnen Geschiebe, was ihm den Spitznamen Big Muddy verlieh. Besonders sein Unterlauf war dadurch ein stark mäandrierendes Fließgewässer, mit einem sich stetig verändernden Flusslauf im durchschnittlich etwa acht Kilometer breiten Missouri River Valley. Die flussaufwärts von Sibley liegende Flussschlinge Jackass Bend wanderte schon vor der Errichtung der ersten Brücke nach Osten auf deren zukünftigen Standort zu und veranlasste die AT&SF ab 1887 zum Bau von mehreren Deichen und Uferbefestigungen am Ostufer der Flussschlinge. Dies war der Auftakt zu einem bis 1909 stufenweise fortgeführten Flussbauprogramm, dessen Kosten sich auf über 340.000 US-Dollar aufsummierten. Anfang des 20. Jahrhunderts begann das United States Army Corps of Engineers mit umfangreichen Uferbefestigungen zwischen Sioux City und St. Louis. Zudem wurden zwischen 1937 und 1963 mehrere Staustufen am Oberlauf des Missouri errichtet, die die transportierte Geschiebemenge auf unter 25 % reduzierten. Im Rahmen des Bank Stabilization and Navigation Project (BSNP) wurde dann der Flusslauf bis in die 1980er Jahre begradigt, wobei 1957 oberhalb von Sibley ein künstlicher Mäanderdurchbruch der Jackass Bend entstand und die Flussschlinge zu einem Altarm machte. Der Verlauf des Missouri ist seither in der Umgebung von Sibley unverändert. Besonderes Merkmal des Flussbettes am Brückenstandort ist heute eine Sandbank zwischen Pfeiler 4 und 5, die den Flusslauf bei Niedrigwasser in zwei Seitenarme teilt. Trotz der Staustufen am Oberlauf kommt es bedingt durch die Begradigung des Missouri manchmal zu hohen Wasserständen auch bei den heute regulierten Abflussmengen, wodurch es bei extremen Wetterlagen in der Hochwassersaison zu großflächigen Überschwemmungen kommen kann. Während der größten Missouri-Flut im 20. Jahrhundert wurden 1993 daher die bisherigen Höchststände aus dem Jahre 1844 am Unterlauf teilweise überschritten. Chanute konzipierte 1885 den Überbau der Brücke mit einer lichten Höhe von 50 ft (15,2 m) über dem Hochwasserstand der Missouri-Flut von 1844 (etwa 11 m über Niedrigwasser), der hier bei der Great Flood of 1993 bis auf etwa einen Meter knapp erreicht wurde, das Bauwerk aber nicht gefährdete.